# John Riley Tanner
John Riley Tanner, né le 4 avril 1844 à Boon Township (Indiana) et mort le 23 mai 1901 à Springfield (Illinois), est un homme politique américain, notamment gouverneur républicain de l'Illinois entre 1897 et 1907. Il est auparavant membre du Sénat de l'Illinois entre 1880 et 1883 et trésorier de l'État de 1887 à 1889.

## Source
- (en) Cet article est partiellement ou en totalité issue d'une traduction de l'article Wikipédia en anglais intitule « en:John Riley Tanner ».